# Pudripp
Pudripp ist ein Ortsteil der Gemeinde Karwitz in der Samtgemeinde Elbtalaue im Landkreis Lüchow-Dannenberg in Niedersachsen.
Das Dorf liegt westlich vom Kernbereich von Karwitz, an und nördlich der B 191.
Pudripp liegt an der Bahnstrecke Uelzen–Dannenberg (Ostheide-Elbe-Bahn), die seit dem 1. Juni 1996 stillgelegt ist.

## Geschichte
Am 1. Juli 1972 wurde Pudripp in die Gemeinde Karwitz eingegliedert.
Im Jahr 2004 erfolgte die Übernahme aller Beteiligungen an der Raiffeisen Kartoffellager GmbH Pudripp durch die Volksbank Osterburg-Lüchow-Dannenberg.